# 沐启元

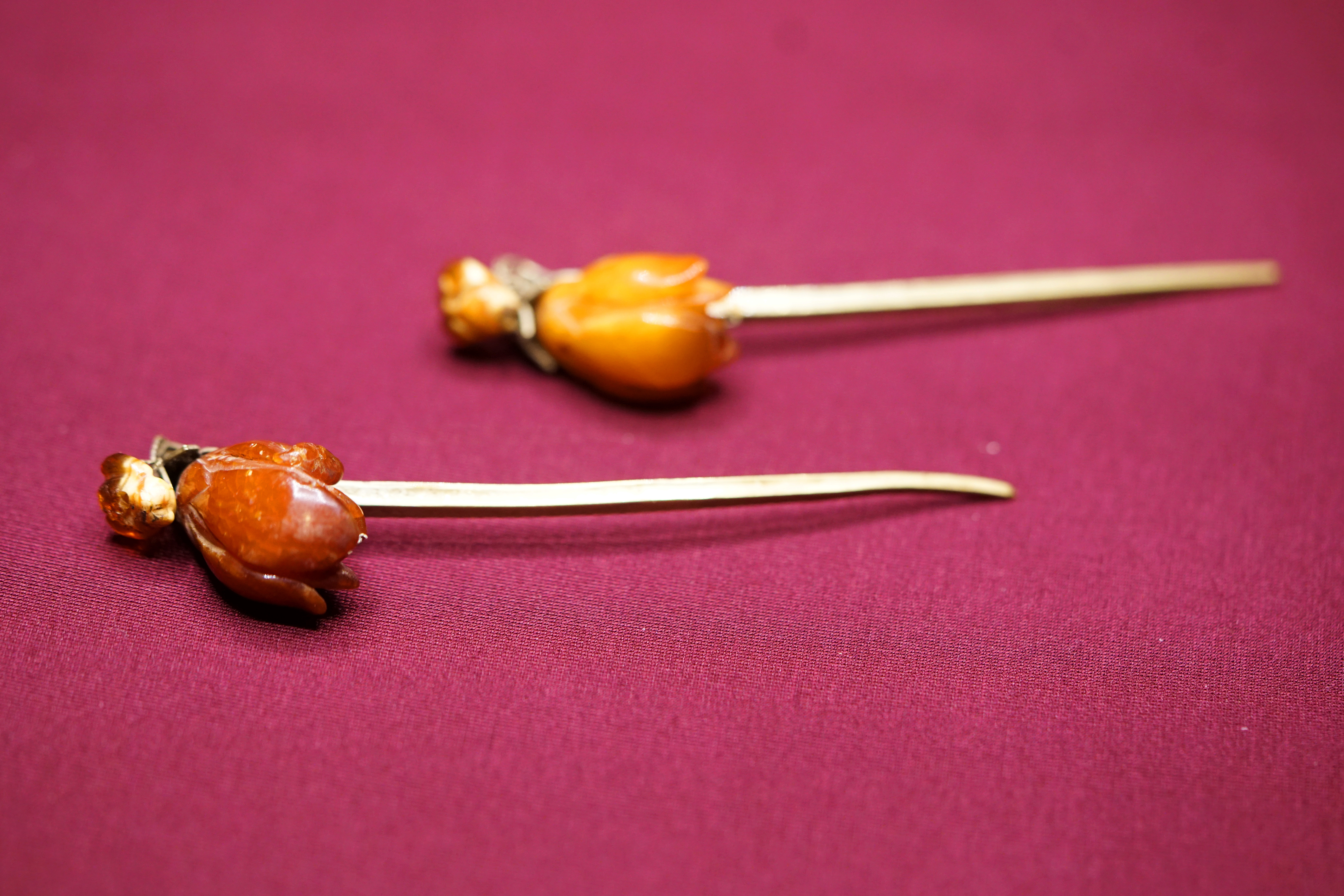
玛瑙佛手形金簪，南京沐启元墓出土。

沐启元（？—1628年），黔宁王沐英十世孙，祖籍河南定遠（今安徽），明朝军事人物。

## 生平
沐叡之子，沐昌祚之孙。万历四十年（1612年）沐昌祚称病解任，沐启元开始担任都督佥事总兵官，实权依然掌握在沐昌祚手中。天启二年（1622年），贵州安邦彦叛乱，朝廷命沐昌祚、沐启元出征，两人惧怕，多有推诿。天启四年（1624年）十二月，沐昌祚死后，天启五年三月十九日（1625年4月25日）沐启元嗣其祖父黔國公爵位。沐启元轻狂不法，纵容家奴残害百姓，巡按余瑊按律逮捕犯法家奴。沐启元居然调集兵马，用火炮对准巡按公署。崇祯元年六月初十日（1628年7月10日），其母宋氏害怕儿子为家族惹祸，下毒将沐启元毒死，他年仅一周岁的儿子沐天波继承黔國公爵位。